# Vestibulum (öra)
För andra betydelser, se Vestibulum.
Vestibulum är en del av innerörat mellan båggångarna och hörselsnäckan som bland annat ovala fönstret sitter på. Inuti vestibulum finns utriculus och sacculus som innehåller cilierade celler som registrerar gravitations- och accelerationskrafter som verkar på kroppen